# سیمپسون‌ها: زدن و فرار کردن
«سیمپسون‌ها: زدن و فرار کردن» (انگلیسی: The Simpsons: Hit & Run) یک بازی ویدئویی در سبک بازی اکشن-ماجراجویی است که توسط Vivendi Games و در سال ۲۰۰۳ و در پلت‌فرم‌های ایکس‌باکس، پلی‌استیشن ۲، مایکروسافت ویندوز، و گیم‌کیوب منتشر شده‌است.